# Heilige Christoforus (Alaert du Hamel)
De Heilige Christoforus is een gravure van de 15e-eeuwse Bossche prentkunstenaar Alaert du Hamel.

## Voorstelling
Het stelt de heilige Christoforus voor die het Christuskind op zijn rug de rivier overzet. Op de linkeroever is de kluizenaar te zien, die Christoforus adviseerde Christus te dienen in plaats van de duivel. In en om de rivier krioelt het van de figuren: ridders op vissen, monsters, gedrochten, naakte figuren in allerlei onmogelijke posities en vooraan een enorme kreeft. Op de rechteroever wordt een reus, mogelijk Christoforus als martelaar, gemolesteerd door een grote groep mannetjes. Boven staat op een banderol de tekst:

Christofore · s[anc]te + virtutes · su[n]t · tibi · ta[n]te + Qui · te · de · mare · · videt nocturno te[m]pore · ridet
Heilige Christoforus, groot is uw macht. Wie u ziet des morgens, glimlacht in de nacht.

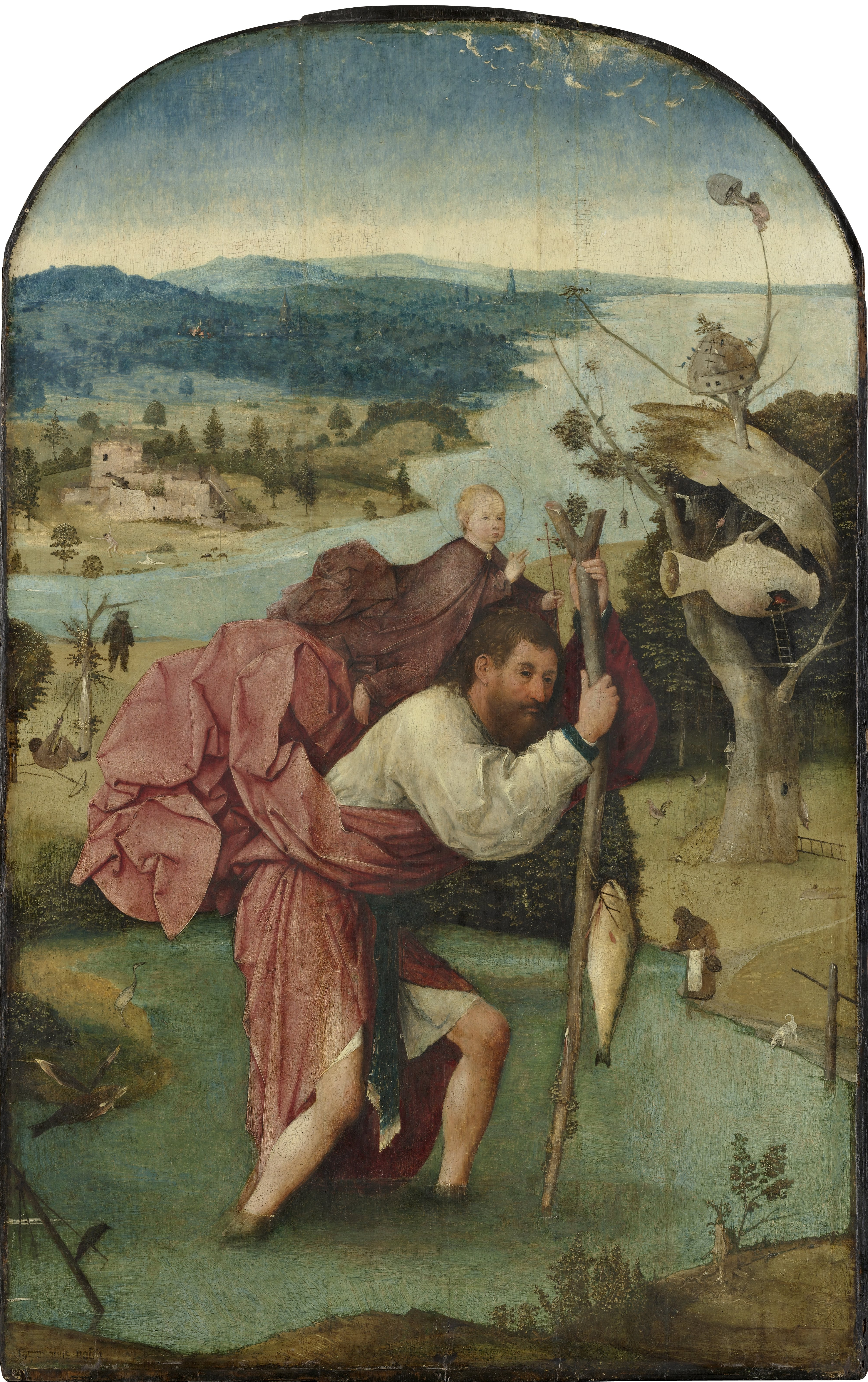
Jheronimus Bosch. De Heilige Christoforus. Ca. 1496-1505. Rotterdam, Museum Boijmans Van Beuningen.

Dit opschrift zinspeelt op de gevarenwerende kracht, die men deze heilige toeschrijft. Afbeeldingen van Christoforus komen vaak voor in de late middeleeuwen. Ook het opschrift op Du Hamels prent komt voor op andere, met name Duitse, houtsneden uit die tijd.

## Toeschrijving
De prent draagt boven, links van het midden het merkteken van Du Hamel. De prent onderscheidt zich van andere Christoforus-voorstellingen door de grote hoeveelheid figuren waarmee het blad gevuld is. Deze zijn ontleend aan de schilder Jheronimus Bosch, een stadsgenoot van Du Hamel, waarvan vermoed wordt dat hij nauw met Du Hamel heeft samengewerkt. Of Bosch ook de ontwerper van de prent is wordt betwijfeld. Bosch' versie van de Christoforus-legende is veel rustiger van opzet. De prent sluit meer aan bij overvolle composities van Bosch-navolgers als Jan Mandijn en Pieter Huys. Volgens kunsthistoricus Max Friedländer is de prent dan ook niet ontworpen door Bosch, maar door ‘ein übertreibende Nachahmer’ (een overdrijvende navolger).

## Afdrukken
Van de Heilige Christoforus zijn meerdere afdrukken bekend, allen gedrukt op 17e-eeuws papier. Het hier afgebeelde exemplaar bevindt zich in het Rijksmuseum Amsterdam.